# William Cropper
William Cropper (* 27. Dezember 1862 in Brimington, Derbyshire; † 13. Januar 1889 in Grimsby, damals Lincolnshire, heute North East Lincolnshire) war ein englischer Sportler. Der Fußball- und Cricketspieler Cropper wurde durch die tragischen Umstände seines frühen Todes zu einer Berühmtheit des späten Viktorianischen Zeitalters.

## Leben
William Cropper wurde 1862 in Brimington in Derbyshire geboren. Er verdiente seinen Lebensunterhalt in einem Eisenwerk, war jedoch auch sportlich talentiert und spielte sowohl Cricket als auch Fußball. In insgesamt 60 First-Class Cricket Spielen vertrat er zwischen 1882 und 1888 hauptsächlich den Derbyshire County Cricket Club und im Fußball 1886 einmal Derby County. Sein eigenwilliger Anlaufstil als Bowler (Werfer) im Cricket brachte ihm den Spitznamen „Kangaroo“ ein. Ab 1888 spielte Cropper im Fußball für den Staveley FC, der zu dieser Zeit zu den bekanntesten Fußballclubs in Derbyshire zählte.
Am 12. Januar 1889, während eines Auswärtsspiels von Staveley bei Grimsby Town, stieß Cropper mit seinem Gegenspieler Dan Doyle zusammen. Das Resultat war ein harter Schlag von Boyles Knie in Croppers Unterleib, woraufhin Cropper das Spielfeld verlassen musste. Er starb einen Tag später an seinen Verletzungen und wurde in seinem Geburtsort Brimington begraben.
Croppers plötzlicher Tod galt in der folgenden Zeit als Schock für die Sportwelt und machte ihn über die Grenzen Derbyshires hinaus bekannt.